# グラニット島 (オーストラリア)

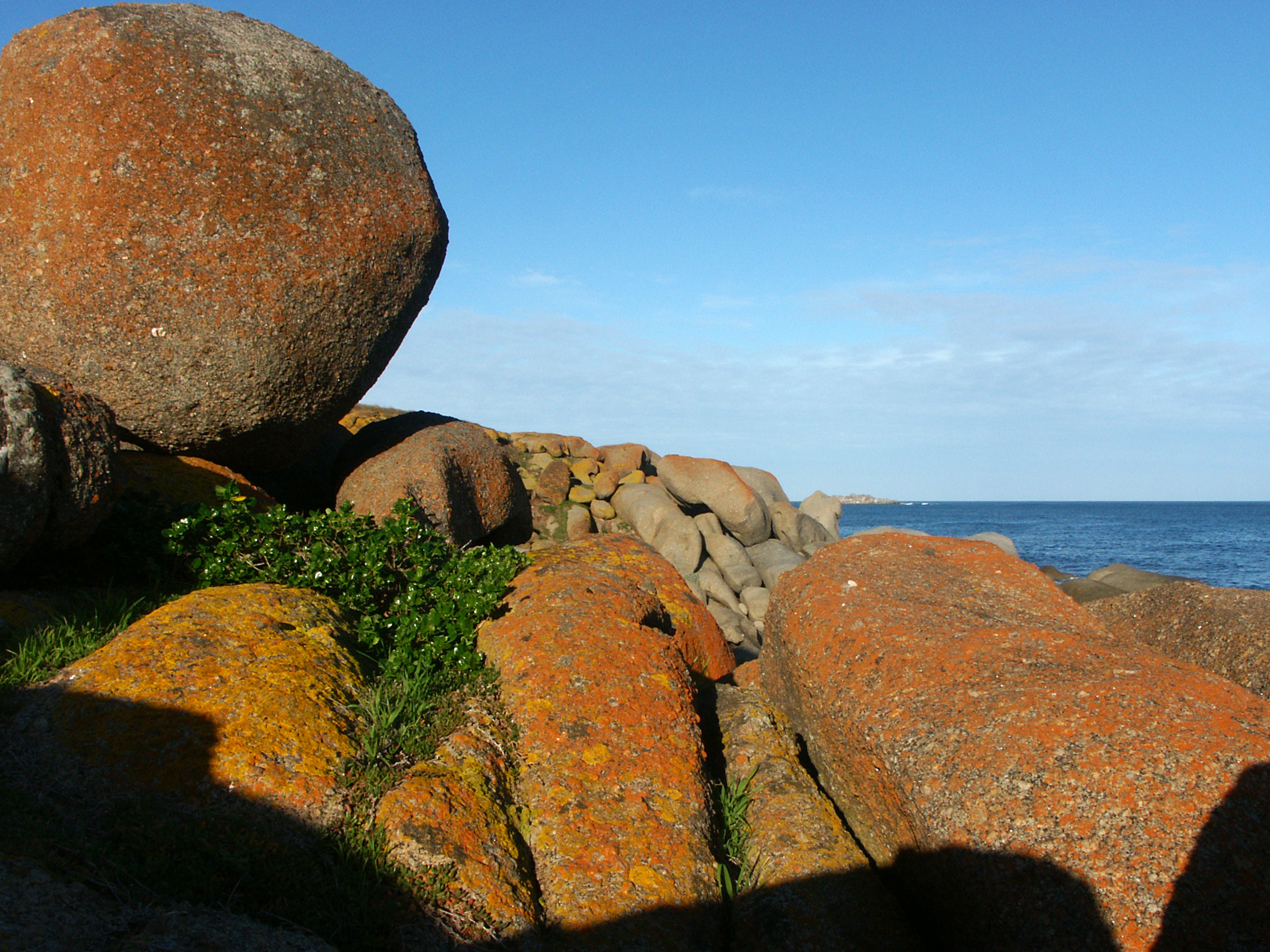
夕暮れ時のグラニット島の巨石

グラニット島 (英語: Granite Island) は、Nulcoowarra(ンガリンジェリ語)としても知られる、南オーストラリア州、ヴィクターハーバーの隣にある小さな島で、南オーストラリア州の州都、アデレードからも遠くはない。島は無人島だが、島内にはカフェを含む建物やシェルターが存在する。人気の観光地であり、とりわけ島で生息しているコガタペンギン（フェアリー・ペンギンと呼ばれる）を見に来る人は多い。

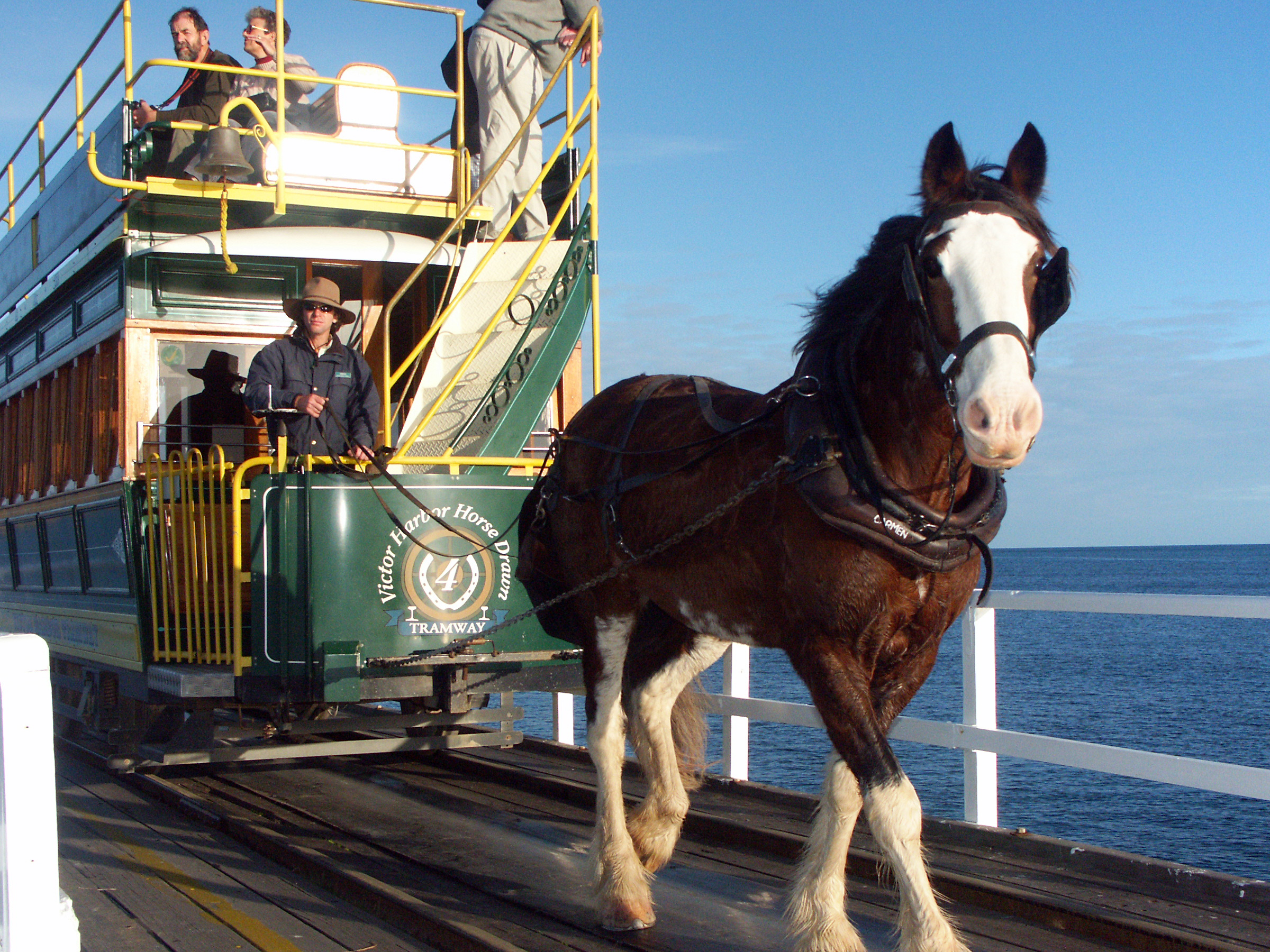
グラニット島とビクター・ハーバーの間の土手道を走る馬車

島には、徒歩または馬車で、本土から土手道を横断してアクセスすることが可能である。

## 歴史

### 前史
グラニット島やその周辺には何千年も前からラミンジェリ人が居住しており、狩りをしていた。
彼らはグラニット島周辺の土地をウィラムラ(Wirramulla)と、グラニット島をヌルコワラ(Nulcoowarra)と呼んでいた。
肥沃な土地を持つグラニット島には鯨等の多くの動物やラミンジェリ人が集まってきた。

### 侵略の前奏
19世紀になると、同じ様な理由で西洋からの"侵略者"がやって来るようになった。1802年4月、マシュー・フリンダースは現在のヴィクターハーバー付近を初めて"発見"した。1837年、リチャード・クロージャーが グラニット島外に彼の船、HMS Victorを停泊し、ヌルコワラをリチャードの船の名をとって"ヴィクターハーバー"と名付けた。"グラニット島"という名前は元々西洋人が付けた名前である。
西洋から来た入植者たちは、ヴィクターハーバーで1860年代の半ばまで捕鯨をしたり、小麦や羊毛をグールワまで船で輸出する等して生活していた。。

### 近現代
現在、グラニット島とヴィクターハーバーを結んでいる土手道は1867年に作られた。
グールワとヴィクターハーバーを結ぶオーストラリア初の国有鉄道は同年、グラニット島まで延伸され馬車が走るようになった。これが現在のヴィクターハーバー馬車鉄道である。